# Loftus Road
Loftus Road, kendt som MATRADE Loftus Road Stadium siden 2022, er et fodboldstadion i London i England, der er hjemmebane for Championship-klubben Queens Park Rangers. Stadionet har plads til 18.439 tilskuere, og alle pladser er siddepladser. Det blev indviet i 1904.